# Maggie Smith
Dame Margaret Natalie Smith (Ilford, 28 dicembre 1934 – Londra, 27 settembre 2024) è stata un'attrice britannica.
Tra le più apprezzate attrici cinematografiche britanniche, nel corso di una carriera durata per sette decenni ha accumulato numerosi riconoscimenti tra cui sette BAFTA (di cui uno speciale e uno alla carriera), cinque Screen Actors Guild Award, quattro Emmy Award, tre Golden Globe (su dodici candidature), due Premi Oscar e un Tony Award.
Nel 1970 ha vinto l'Oscar alla miglior attrice per la sua interpretazione ne La strana voglia di Jean, mentre nel 1979 ha vinto il medesimo premio come miglior attrice non protagonista per California Suite. I suoi altri ruoli per cui è stata candidata agli Oscar sono nei film Otello (1965), In viaggio con la zia (1972), Camera con vista (1986) e Gosford Park (2001). Negli anni novanta ha interpretato l'anziana Wendy Darling in Hook - Capitan Uncino (1991) di Steven Spielberg e Lady Hester Random in Un tè con Mussolini (1999) di Franco Zeffirelli. Negli anni duemila e duemiladieci ha continuato ad ottenere successo di pubblico con la sua interpretazione di Minerva McGranitt nella saga cinematografica di Harry Potter (2001-2011) e con quella di Violet Crawley, la contessa madre di Grantham, nella serie televisiva Downton Abbey (2010-2015) e nei due successivi film.

## Biografia
Maggie Smith nacque a Ilford (Essex) il 28 dicembre 1934 da Nathaniel Smith, professore di patologia all'Università di Oxford, e Margaret Hutton Little. Aveva due fratelli maggiori, i gemelli Alistair e Ian. Dopo aver frequentato la "Oxford School for Girl", studiò recitazione alla "Oxford Playhouse School". Nel 1959 entrò a far parte della più prestigiosa compagnia inglese, quella dell'Old Vic (di cui fu membro fino al 1963, anno dello scioglimento della compagnia), e negli anni seguenti si sarebbe distinta come superba interprete di opere classiche e contemporanee.

### Gli inizi
Cominciò la sua carriera ancora molto giovane a teatro, sui palcoscenici inglesi dell'Oxford Playhouse, facendosi in breve un buon nome come interprete shakespeariana. Trasferitasi negli Stati Uniti, oltre a continuare la sua attività sul palcoscenico, si dedicò esclusivamente al cinema.
Il suo debutto come attrice televisiva avvenne nel 1955 in uno show della BBC. Dopo alcune parti di poca importanza, nel 1958 ottenne il primo ruolo da protagonista nel film Senza domani di Seth Holt, che le valse la candidatura ai BAFTA Awards come miglior attrice debuttante. Da lì in poi il cinema le offrì parti sempre più importanti in celebri film. Nei primi anni sessanta interpretò ruoli secondari, ma incisivi, in I cinque ladri d'oro (1962) di Michael Truman, International Hotel (1963) di Anthony Asquith, accanto a Elizabeth Taylor e Richard Burton, e Il magnifico irlandese (1965) di Jack Cardiff, dove affiancò Rod Taylor e grazie al quale ottenne la seconda candidatura ai BAFTA.
Ma il ruolo che la consacrò definitivamente icona del cinema è quello di Desdemona in Otello (1965), film di grande successo dove affiancò Laurence Olivier. Acclamata dalla critica, ottenne la candidatura ai Golden Globe come miglior attrice e la prima delle sue tante candidature all'Oscar come miglior attrice non protagonista.

### I due premi Oscar

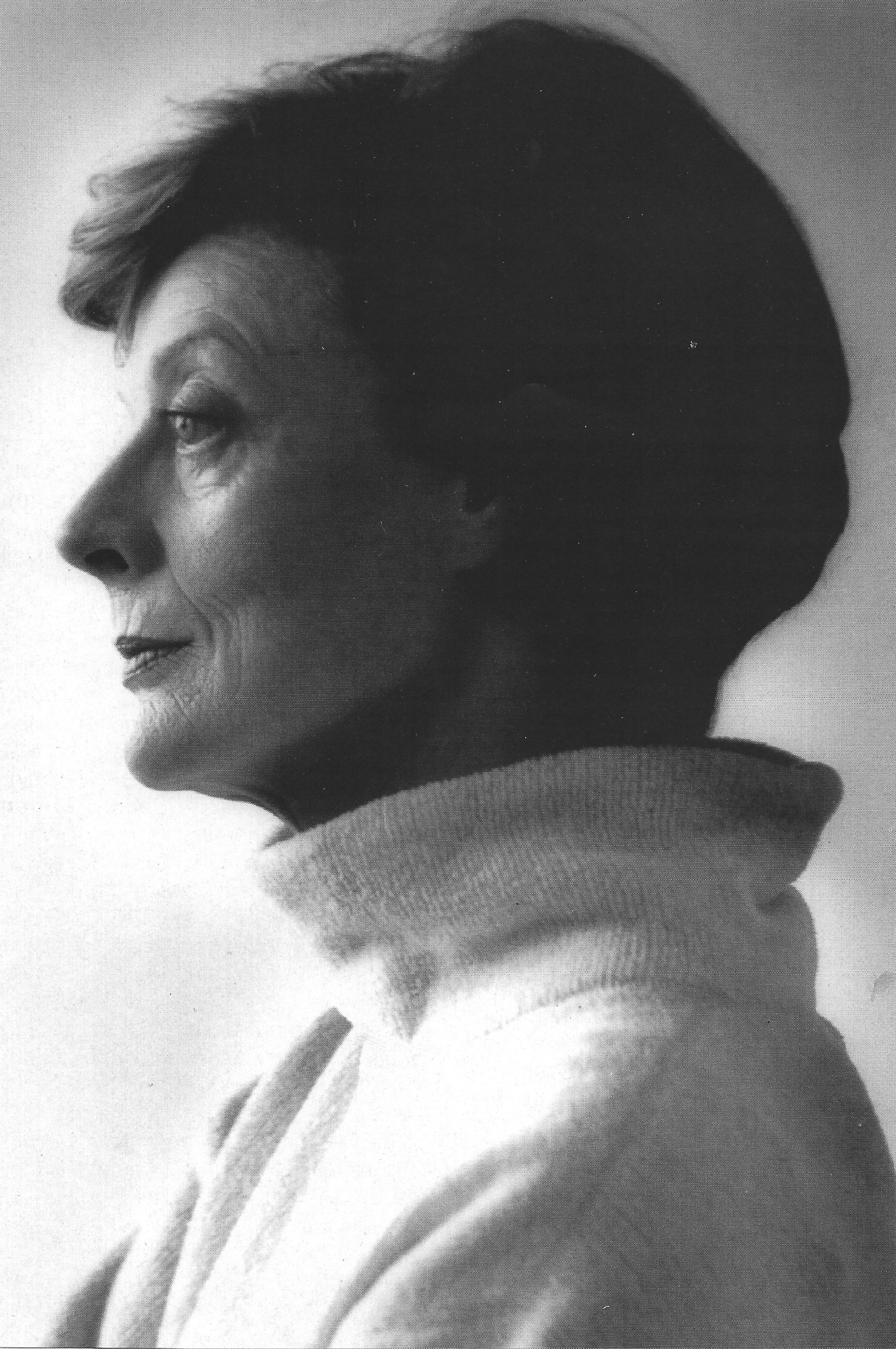
Maggie Smith nel 1995

Dopo avere interpretato un'infermiera apparentemente ingenua, ma in realtà molto astuta, in Masquerade (1967) di Joseph L. Mankiewicz, accanto a Rex Harrison, Susan Hayward e Capucine, nel 1968 interpretò Milioni che scottano di Eric Till, accanto a Peter Ustinov, e nel 1969 fu la protagonista assoluta in La strana voglia di Jean di Ronald Neame, nei panni dell'anticonformista professoressa Jean Brodie. Per la sua intensa interpretazione, la Smith ottenne la candidatura ai Golden Globe, le venne assegnato il BAFTA Awards e vinse il primo Oscar come miglior attrice protagonista nel 1970.
La sua classe e le sue capacità di interprete vennero sempre più richieste da registi come George Cukor, che la volle per In viaggio con la zia (1972), che le valse la candidatura sia ai Golden Globe sia agli Oscar come miglior attrice protagonista. Seguirono poi Invito a cena con delitto (1976) di Robert Moore, con tra gli altri Peter Falk, e il giallo Assassinio sul Nilo (1978), diretto da John Guillermin e tratto da un romanzo di Agatha Christie, in cui recitò accanto a Peter Ustinov, Bette Davis, David Niven, Mia Farrow, Olivia Hussey e Angela Lansbury.
Nello stesso anno venne scelta per California Suite di Herbert Ross, commedia brillante suddivisa in vari capitoli. La Smith interpretò un'attrice nevrotica e lunatica - affiancata da Michael Caine - ruolo per cui si aggiudicò il suo secondo Oscar come miglior attrice non protagonista nel 1979. Ricevette inoltre il primo Golden Globe e un'ennesima candidatura ai BAFTA.

### Anni ottanta e novanta
Durante gli anni ottanta interpretò Scontro di titani (1981) di Desmond Davis, Quartet (1981) di James Ivory, Delitto sotto il sole (1982) di Guy Hamilton, tratto da un romanzo di Agatha Christie, Profumo di mare (1983) di Bryan Forbes, con David Niven e Art Carney, Pranzo reale (1984) di Malcolm Mowbray, in cui diede una interpretazione particolarmente ironica, e Camera con vista (1985) diretta da James Ivory, in cui interpretò Charlotte, dama di compagnia di Helena Bonham Carter, ruolo che le fece guadagnare un'altra candidatura all'Oscar e il secondo Golden Globe come miglior attrice. Il decennio si chiuse con La segreta passione di Judith Hearne (1987) di Jack Clayton (che l'aveva già diretta nel 1964 in Frenesia del piacere), affiancata da Bob Hoskins, per cui ricevette il BAFTA alla miglior attrice.
Nel 1990 vinse il Tony Award come miglior attrice per lo spettacolo teatrale Lettice and Lovage. Nel 1991 Steven Spielberg le affidò il ruolo di Wendy Darling nel film Hook - Capitan Uncino, affiancata da Dustin Hoffman, Robin Williams, Julia Roberts, Bob Hoskins e Glenn Close.
Ma venne soprattutto ricordata per la sua presenza nel celebre film Sister Act - Una svitata in abito da suora (1992) e nel sequel Sister Act 2 - Più svitata che mai (1993), in entrambi i quali interpretò la Madre Superiora del Convento, a fianco di Whoopi Goldberg nei panni di una scatenata (e improvvisata) suora.
Interpretò poi famosi film come Riccardo III (1995), Il club delle prime mogli (1996), Washington Square - L'ereditiera (1997), Amori e ripicche (1998) e chiuse il fortunato decennio diretta da Franco Zeffirelli in Un tè con Mussolini (1999), a fianco di Cher e di Judi Dench. Grazie a questo film vinse il suo settimo BAFTA Award.

### Anni duemila
Nel 2002 fu ancora candidata agli Oscar per Gosford Park (2001) di Robert Altman.
Nel nuovo millennio si fece apprezzare dalle nuove generazioni grazie all'interpretazione della professoressa Minerva McGranitt nella fortunata serie Harry Potter, in cui apparve per la prima volta in Harry Potter e la pietra filosofale (2001), seguito da Harry Potter e la camera dei segreti (2002), Harry Potter e il prigioniero di Azkaban (2004), Harry Potter e il calice di fuoco (2005), Harry Potter e l'Ordine della Fenice (2007), e Harry Potter e il principe mezzosangue (2009), che riuscì a completare malgrado fosse stata colpita da un cancro al seno. Riprese il ruolo nel conclusivo Harry Potter e i Doni della Morte - Parte 2 (2011). Il pubblico giovane la apprezzò nei panni della severa ma buona professoressa e ricevette ottime recensioni anche dalla critica.
Oltre alla saga di Harry Potter negli ultimi anni interpretò svariati film come La mia casa in Umbria (2003), che le fece guadagnare il suo primo Emmy Award come miglior attrice. Nel 2007 prese parte al film Becoming Jane - Il ritratto di una donna contro e nel 2010 recitò con Emma Thompson in Tata Matilda e il grande botto.

### Anni duemiladieci
Dal 2011 fece parte del cast della serie televisiva Downton Abbey nel ruolo di Violet, Contessa Madre di Grantham. Grazie a questa interpretazione ricevette due premi Emmy, nel 2011 e 2012, rispettivamente come migliore attrice non protagonista in una miniserie e migliore attrice non protagonista in una serie drammatica. Ottenne inoltre una candidatura al Golden Globe 2012, vinse il premio nel 2013, e una candidatura al BAFTA come miglior attrice non protagonista nel 2012. La serie conquistò un grande successo, registrando ascolti altissimi in tutto il mondo.
Sempre nel 2011 prestò la voce al personaggio di Lady Bluebury nel film d'animazione Gnomeo e Giulietta. Nel 2012 interpretò i film Marigold Hotel e Quartet, diretto da Dustin Hoffman, che le valse la candidatura ai Golden Globe quale miglior attrice in una commedia musicale. Nel 2015 prese parte al film The Lady in the Van di Nicholas Hytner, per il quale ottenne la candidatura al Golden Globe come miglior attrice in una commedia musicale e un'altra candidatura ai BAFTA come miglior attrice.
Nell'aprile del 2019, dopo dodici anni di assenza dalle scene, tornò a recitare a teatro nella pièce di Christopher Hampton A German Life, in scena al Bridge Theatre di Londra, in cui interpretò la segretaria di Joseph Goebbels, Brunhilde Pomsel. Sempre nel 2019 reinterpretò la contessa madre Violet nel film Downton Abbey, sequel dell'omonima serie televisiva.

### Morte
È morta il 27 settembre 2024 al Westminster Hospital di Chelsea, a Londra, all'età di 89 anni.

## Vita privata
Maggie Smith è stata sposata due volte: la prima nel 1967 con l'attore Robert Stephens, dal quale ha avuto due figli, Chris Larkin e Toby Stephens; entrambi hanno intrapreso la carriera di attori. Nel 1975 divorziò da Stephens e nello stesso anno si risposò con il drammaturgo Beverley Cross, morto nel 1998.
Nel 1988 le fu diagnosticata la Malattia di Basedow-Graves, ma in seguito a un ciclo di radioterapia e a un intervento chirurgico, riuscì a guarire. Nel 2007 le fu diagnosticato un tumore al seno, ma lei insistette per continuare a girare le sue scene in Harry Potter e il principe mezzosangue. Nel 2009 venne data la notizia della sua completa guarigione dalla malattia.

## Filmografia

### Attrice

#### Cinema
- Child in the House, regia di Cy Endfield (1956) – non accreditata
- Senza domani (Nowhere to Go), regia di Seth Holt (1958)
- I cinque ladri d'oro (Go to Blazes), regia di Michael Truman (1962)
- International Hotel (The V.I.P.s), regia di Anthony Asquith (1963)
- Frenesia del piacere (The Pumpkin Eater), regia di Jack Clayton (1964)
- Il magnifico irlandese (Young Cassidy), regia di Jack Cardiff (1965)
- Otello (Othello), regia di Stuart Burge (1965)
- Masquerade (The Honey Pot), regia di Joseph L. Mankiewicz (1967)
- Milioni che scottano (Hot Millions), regia di Eric Till (1968)
- La strana voglia di Jean (The Prime of Miss Jean Brodie), regia di Ronald Neame (1969)
- Oh, che bella guerra! (Oh! What a Lovely War), regia di Richard Attenborough (1969)
- In viaggio con la zia (Travels with My Aunt), regia di George Cukor (1972)
- Amore, dolore e allegria (Love and Pain and the Whole Damn Thing), regia di Alan J. Pakula (1973)
- Invito a cena con delitto (Murder by Death), regia di Robert Moore (1976)
- Assassinio sul Nilo (Death on the Nile), regia di John Guillermin (1978)
- California Suite, regia di Herbert Ross (1978)
- Quartet, regia di James Ivory (1981)
- Scontro di titani (Clash of the Titans), regia di Desmond Davis (1981)
- Delitto sotto il sole (Evil Under the Sun), regia di Guy Hamilton (1982)
- Il missionario (The Missionary), regia di Richard Loncraine (1982)
- Profumo di mare (Better Late Than Never), regia di Bryan Forbes (1982)
- Per amore di Lily (Lily in Love), regia di Károly Makk (1984)
- Pranzo reale (A Private Function), regia di Malcolm Mowbray (1984)
- Camera con vista (A Room with a View), regia di James Ivory (1985)
- La segreta passione di Judith Hearne (The Lonely Passion of Judith Hearne), regia di Jack Clayton (1987)
- Hook - Capitan Uncino (Hook), regia di Steven Spielberg (1991)
- Sister Act - Una svitata in abito da suora (Sister Act), regia di Emile Ardolino (1992)
- Il giardino segreto (The Secret Garden), regia di Agnieszka Holland (1993)
- Sister Act 2 - Più svitata che mai (Sister Act 2: Back in the Habit), regia di Bill Duke (1993)
- Riccardo III (Richard III), regia di Richard Loncraine (1995)
- Il club delle prime mogli (The First Wives Club), regia di Hugh Wilson (1996)
- Washington Square - L'ereditiera, regia di Agnieszka Holland (1997)
- Amori e ripicche (Curtain Call), regia di Peter Yates (1998)
- Un tè con Mussolini, regia di Franco Zeffirelli (1999)
- Last September, regia di Deborah Warner (1999)
- Harry Potter e la pietra filosofale (Harry Potter and the Sorcerer's Stone), regia di Chris Columbus (2001)
- Gosford Park, regia di Robert Altman (2001)
- I sublimi segreti delle Ya-Ya sisters (Divine Secrets of the Ya-Ya Sisterhood), regia di Callie Khouri (2002)
- Harry Potter e la camera dei segreti (Harry Potter and the Chamber of Secrets), regia di Chris Columbus (2002)
- Harry Potter e il prigioniero di Azkaban (Harry Potter and the Prisoner of Azkaban), regia di Alfonso Cuarón (2004)
- Ladies in Lavender, regia di Charles Dance (2004)
- Harry Potter e il calice di fuoco (Harry Potter and the Goblet of Fire), regia di Mike Newell (2005)
- La famiglia omicidi (Keeping Mum), regia di Niall Johnson (2005)
- Becoming Jane - Il ritratto di una donna contro (Becoming Jane), regia di Julian Jarrold (2007)
- Harry Potter e l'Ordine della Fenice (Harry Potter and the Order of the Phoenix), regia di David Yates (2007)
- Harry Potter e il principe mezzosangue (Harry Potter and the Half-Blood Prince), regia di David Yates (2009)
- Il segreto di Green Knowe (From Time to Time), regia di Julian Fellowes (2009)
- Tata Matilda e il grande botto (Nanny McPhee and the Big Bang), regia di Susanna White (2010)
- Harry Potter e i Doni della Morte - Parte 2 (Harry Potter and the Deathly Hallows: Part II), regia di David Yates (2011)
- Marigold Hotel (The Best Exotic Marigold Hotel), regia di John Madden (2012)
- Quartet, regia di Dustin Hoffman (2012)
- My Old Lady, regia di Israel Horovitz (2014)
- Ritorno al Marigold Hotel (The Second Best Exotic Marigold Hotel), regia di John Madden (2015)
- The Lady in the Van, regia di Nicholas Hytner (2015)
- Un tè con le regine - Quattro attrici si raccontano (Nothing Like a Dame), regia di Roger Michell – documentario (2018)
- Downton Abbey, regia di Michael Engler (2019)
- Un bambino chiamato Natale (A Boy Called Christmas), regia di Gil Kenan (2021) – in Italia solo su Netflix
- Downton Abbey II - Una nuova era (Downton Abbey II: A New Era), regia di Simon Curtis (2022)
- The Miracle Club, regia di Thaddeus O'Sullivan (2023)

#### Televisione
- BBC Sunday-Night Theatre – serie TV, 1 episodio (1955)
- The Adventures of Aggie – serie TV, 1 episodio (1956)
- Lilli Palmer Theatre – serie TV, 1 episodio (1956)
- ITV Play of the Week – serie TV, 5 episodi (1957-1966)
- Kraft Television Theatre – serie TV, 1 episodio (1957)
- Sing for Your Supper – film TV (1957)
- Armchair Theatre – serie TV, 3 episodi (1958-1960)
- Chelsea at Nine – serie TV, 1 episodio (1958)
- ITV Television Playhouse – serie TV, 2 episodi (1959)
- Much Ado About Nothing, regia di Alan Cooke – film TV (1967)
- Play of the Month – serie TV, 4 episodi (1968-1972)
- ITV Playhouse – serie TV, 1 episodio (1968)
- All for Love – serie TV, 1 episodio (1983)
- Talking Heads – miniserie TV (1988)
- Screen Two – serie TV, 1 episodio (1992)
- Great Performances – serie TV, 1 episodio (1993)
- All the King's Men, regia di Julian Jarrold – film TV (1999)
- David Copperfield, regia di Simon Curtis – film TV (1999)
- La mia casa in Umbria (My House in Umbria), regia di Richard Loncraine – film TV (2003)
- Capturing Mary, regia di Stephen Poliakoff – film TV (2007)
- Downton Abbey – serie TV, 52 episodi (2010-2015)

### Doppiatrice
- Romeo.Juliet, regia di Armondo Linus Acosta (1990)
- Gnomeo e Giulietta (Gnomeo & Juliet), regia di Kelly Asbury (2011)
- Sherlock Gnomes, regia di John Stevenson (2018)

## Teatro
- La dodicesima notte, di William Shakespeare. Oxford Playhouse di Oxford (1952)
- Quello che prende gli schiaffi, di Leonid Nikolaevič Andreev. Clarendon Press di Oxford (1952)
- Cenerentola, scritto e diretto da Frank Hauser. Oxford Playhouse di Oxford (1953)
- Rookery Nook, di Ben Travers. Oxford Playhouse di Oxford (1953)
- The Housemaster, di Ian Hay. Oxford Playhouse di Oxford (1953)
- Cakes and Ale, or, The Skeleton in the Cupboard, da William Somerset Maugham. Festival di Edimburgo (1953)
- The Love of Four Colonels, di Peter Ustinov. Oxford Playhouse di Oxford (1953)
- The Ortolan, di Michael Mayer. Maxton Hall di Maxton (1954)
- Don't Listen Ladies, di Sacha Guitry. Oxford Playhouse di Oxford (1954)
- L'ispettore generale, di Nikolaj Vasil'evič Gogol'. Oxford Playhouse di Oxford (1954)
- La lettera, di William Somerset Maugham. Oxford Playhouse di Oxford (1954)
- A Man About The House, da Francis Brett Young. Oxford Playhouse di Oxford (1954)
- Oxford Accents, di Jeremy Bullmore. Watergate Theatre di Londra (1954)
- Listen to the Wind, colonna sonora e libretto di Vivian Ellis, regia di Peter Hall. Oxford Playhouse di Oxford (1954)
- The Magistrate, di Arthur Wing Pinero. Oxford Playhouse di Oxford (1955)
- La scuola della maldicenza, di Richard Brinsley Sheridan. Oxford Playhouse di Oxford (1955)
- New Faces of 1956, di Paul Nassau, regia di Peter Larkin. Ethel Barrymore Theatre di New York (1956)
- Share My Lettuce, di Bamber Gascoigne, Keith Statham, Patrick Gowers. Garrick Theatre di Londra (1957)
- The Stepmother, di Warren Chetham-Strode. St. Martin's Theatre di Londra (1958)
- Come vi piace, di William Shakespeare, regia di Wendy Toye. Old Vic di Londra (1959)
- What Every Woman Knows, di J. M. Barrie, regia di Peter Potter. Old Vic di Londra (1959)
- Le allegre comari di Windsor, di William Shakespeare, regia di John Hale, con Judi Dench. Old Vic di Londra (1959)
- The Double Dealer, di William Congreve, regia di Michael Benthall, con Judi Dench. Old Vic di Londra (1959)
- Il rinoceronte, di Eugène Ionesco, regia di Orson Welles, con Laurence Olivier. Royal Court Theatre e Strand Theatre di Londra (1960)
- La prova, di Jean Anouilh, regia di John Hale. Bristol Old Vic di Bristol (1960), Queen's Theatre e Apollo Theatre di Londra (1961)
- Strip the Willom, di Beverley Cross, regia di George Hume. Tour britannico (1961)
- Mary, Mary, di Jean Kerr, regia di Joseph Anthony. Queen's Theatre di Londra (1963)
- L'ufficiale reclutatore, di George Farquhar, regia di William Gaskill. Old Vic di Londra (1963)
- Otello, di William Shakespeare, regia di John Dexter, con Laurence Olivier, Derek Jacobi. Alexandra Theatre di Birmingham ed Old Vic di Londra (1964)
- Il costruttore Solness, di Henrik Ibsen, regia di Peter Wood, con Michael Redgrave. Old Vic di Londra (1964)
- Hay Fever, scritto e diretto da Noël Coward, con Edith Evans. Opera House di Manchester (1964)
- Hay Fever, scritto e diretto da Noël Coward, con Edith Evans. Old Vic di Londra (1965)
- Molto rumore per nulla, di William Shakespeare, regia di Franco Zeffirelli, con Ian McKellen, Anthony Hopkins, Joan Plowright. Old Vic di Londra (1965)
- La signorina Julie, di August Strindberg, regia di Michael Elliott, con Albert Finney. Chichester Theatre Festival di Chichester, Old Vic di Londra (1965)
- Trelawny of the Wells, di Arthur Wing Pinero, regia di Desmond O'Donovan, con Ian McKellen. Chichester Theatre Festival di Chichester, Old Vic di Londra, Bristol Hippodrome di Bristol (1966)
- Black Comedy, di Peter Shaffer, regia di John Dexter, con Derek Jacobi, Albert Finney. Chichester Theatre Festival di Chichester, Old Vic di Londra (1965)
- A Bond Honoured, di John Osborne, regia di John Dexter. Old Vic di Londra (1966)
- La signorina Julie, di August Strindberg, regia di Michael Elliott, con Albert Finney. Bristol Hippodrome di Bristol (1966)
- Molto rumore per nulla, di William Shakespeare, regia di Franco Zeffirelli, con Ian McKellen, Michael York. Bristol Hippodrome di Bristol. (1966)
- Tre sorelle, di Anton Čechov, regia di Laurence Olivier, con Anthony Hopkins, Joan Plowright. Old Vic di Londra (1967)
- Black Comedy, di Peter Shaffer, regia di John Dexter, con Derek Jacobi, Albert Finney. Bristol Hippodrome di Bristol (1967)
- Hedda Gabler, di Henrik Ibsen, regia di Ingmar Bergman. Old Vic di Londra (1969)
- Lo stratagemma dei bellimbusti, di George Farquhar, regia di William Gaskill (1970)
- Hedda Gabler, di Henrik Ibsen, regia di Ingmar Bergman. Cambridge Theatre e Old Vic di Londra (1970)
- Hay Fever, scritto e diretto da Noël Coward. Bristol Hippodrome di Bristol (1970)
- Vite in privato, di Noël Coward, diretto da John Gielgud. Queen's Theatre di Londra (1972)
- Peter Pan, di J. M. Barrie, regia di Robert Helpmann. London Coliseum di Londra, 46th Street Theatre di New York (1973)
- Snap, di Charles Laurence, regia di William Gaskill. Vaudeville Theatre di Londra (1974)
- Vite in privato, di Noël Coward, diretto da John Gielgud. 46th Street Theatre di New York (1975)
- La via del mondo, di William Congreve, regia di Robin Phillips. Festival Theatre di Stratford (1976)
- Misura per misura, di William Shakespeare, regia di Robin Phillips. Festival Theatre di Stratford (1976)
- Antonio e Cleopatra, di William Shakespeare, regia di Robin Phillips. Stratford Festival di Stratford (1976)
- Tre sorelle, di Anton Čechov, regia di John Hirsh. Avon Theatre di Stratford (1976)
- The Guardsman, di Ferenc Molnár, regia di Robin Phillips. Avon Theatre di Stratford (1977)
- Riccardo III, di William Shakespeare, regia di Robin Phillips. Avon Theatre di Stratford (1977)
- Night and Day, di Tom Stoppard, regia di Peter Wood. Phoenix Theatre di Londra (1978)
- Sogno di una notte di mezza estate, di William Shakespeare, regia di Robin Phillips. Festival Theatre di Stratford (1978)
- Come vi piace, di William Shakespeare, regia di Robin Phillips. Festival Theatre di Stratford (1978)
- Macbeth, di William Shakespeare, regia di Robin Phillips. Festival Theatre di Statford (1978)
- Night and Day, di Tom Stoppard, diretto di Peter Wood. ANTA Washington Square Theatre di New York (1979)
- Molto rumore per nulla, di William Shakespeare, regia di Robin Phillips. Festival Theatre di Stratford (1980)
- Il gabbiano, di Anton Čechov, regia di Robin Phillips. Festival Theatre di Stratford (1980)
- Virginia, di Edna O'Brien, diretto da Robin Phillips. Festival Theatre di Stratford (1980)
- Virginia, di Edna O'Brien, diretto da Robin Phillips. Haymarket Theatre di Londra (1981)
- La via del mondo, di William Congreve, regia di William Gaskill, con Joan Plowright. Chichester Theatre Festival di Chichester, Haymarket Theatre di Londra (1984)
- Interpreters, di Ronald Howard, regia di Peter Yates. Queen's Theatre di Londra (1985)
- La macchina infernale, di Jean Cocteau, regia di Simon Callow. Lyric Hammersmith Theatre di Londra (1986)
- Coming Into Land, di Stephen Poliakoff, regia di Peter Hall, con Tim Pigott-Smith. National Theatre di Londra (1987)
- Lettice and Lovage, di Peter Shaffer, regia di Michael Blakemore, con Margaret Tyzack. Theatre Royal di Bath (1987)
- Lettice and Lovage, di Peter Shaffer, regia di Michael Blakemore, con Margaret Tyzack. Gielgud Theatre di Londra (1987)
- Lettice and Lovage, di Peter Shaffer, regia di Michael Blakemore, con Margaret Tyzack. Ethel Barrymore Theatre di New York (1990)
- L'importanza di chiamarsi Ernesto, di Oscar Wilde, regia di Nicholas Hytner, con Margaret Tyzack, Alex Jennings. Aldwych Theatre di Londra (1992)
- Tre donne alte, di Edward Albee, regia di Anthony Page, con Anastasia Hille, Frances de la Tour. Wyndham's Theatre di Londra (1994)
- Tre donne alte, di Edward Albee, regia di Anthony Page, con Samantha Bond, Sara Kestelman. Theatre Royal di Bath (1995)
- Signore e signori, scritto e diretto da Alan Bennett, con Margaret Tyzack. Comedy Theatre di Londra (1996)
- Un equilibrio delicato, di Edward Albee, regia di Anthony Page, con Eileen Atkins. Haymarket Theatre di Londra e Theatre Royal di Bath (1997)
- La signora nel furgone, di Alan Bennett, regia di Nicholas Hytner. Queen's Theatre di Londra (1999)
- The Breath of Life, di David Hare, regia di Howard Davies, con Judi Dench. Haymarket Theatre di Londra (2002)
- The Lady From Dubuque, di Edward Albee, regia di Anthony Page. Haymarket Theatre di Londra (2002)
- Signore e signori, di Alan Bennett, regia di Anthony Page. Tour australiano (2004)
- A German Life, di Christopher Hampton, regia di Jonathan Kent. Bridge Theatre di Londra (2019)

## Riconoscimenti
- Premio Oscar
  - 1966 – Candidatura alla migliore attrice non protagonista per Otello
  - 1970 – Migliore attrice per La strana voglia di Jean
  - 1973 – Candidatura alla migliore attrice per In viaggio con la zia
  - 1979 – Migliore attrice non protagonista per California Suite
  - 1987 – Candidatura alla migliore attrice non protagonista per Camera con vista
  - 2002 – Candidatura alla migliore attrice non protagonista per Gosford Park

- Golden Globe
  - 1964 – Candidatura alla migliore attrice debuttante per International Hotel
  - 1966 – Candidatura alla migliore attrice in un film drammatico per Otello
  - 1970 – Candidatura alla migliore attrice in un film drammatico per La strana voglia di Jean
  - 1973 – Candidatura alla migliore attrice in un film commedia o musicale per In viaggio con la zia
  - 1979 – Migliore attrice in un film commedia o musicale per California Suite
  - 1987 – Migliore attrice non protagonista per Camera con vista
  - 2002 – Candidatura alla migliore attrice non protagonista per Gosford Park
  - 2004 – Candidatura alla migliore attrice in una mini-serie o film per la televisione per La mia casa in Umbria
  - 2012 – Candidatura alla migliore attrice non protagonista in una serie per Downton Abbey
  - 2013 – Migliore attrice non protagonista in una serie per Downton Abbey
  - 2013 – Candidatura alla migliore attrice in un film commedia o musicale per Quartet
  - 2016 – Candidatura alla migliore attrice in un film commedia o musicale per The Lady in the Van

- American Comedy Award
  - 1992 – Candidatura alla miglior attrice non protagonista più divertente per Sister Act - Una svitata in abito da suora

- BAFTA
  - 1958 – Candidatura alla migliore attrice debuttante per Senza domani
  - 1966 – Candidatura alla migliore attrice protagonista per Il magnifico irlandese
  - 1970 – Migliore attrice protagonista per La strana voglia di Jean
  - 1979 – Candidatura alla migliore attrice non protagonista per Assassinio sul Nilo
  - 1980 – Candidatura alla migliore attrice protagonista per California Suite
  - 1982 – Candidatura alla migliore attrice protagonista per Quartet
  - 1984 – Candidatura alla miglior attrice televisiva per All for Love
  - 1985 – Migliore attrice protagonista per Pranzo reale
  - 1987 – Migliore attrice protagonista per Camera con vista
  - 1989 – Migliore attrice protagonista per La segreta passione di Judith Hearne
  - 1989 – Candidatura alla miglior attrice televisiva per Talking Heads
  - 1993 – Candidatura alla miglior attrice televisiva per Screen Two
  - 1993 – Premio alla carriera
  - 1994 – Candidatura alla migliore attrice non protagonista per Il giardino segreto
  - 1996 – Premio speciale
  - 2000 – Migliore attrice non protagonista per Un tè con Mussolini
  - 2000 – Candidatura alla miglior attrice protagonista per David Copperfield
  - 2002 – Candidatura alla migliore attrice non protagonista per Gosford Park
  - 2012 – Candidatura alla miglior attrice televisiva non protagonista per Downton Abbey
  - 2016 – Candidatura alla migliore attrice protagonista per The Lady in the Van

- Premio Emmy
  - 1993 – Candidatura alla miglior attrice protagonista in una mini-serie o film per la televisione per Improvvisamente l'estate scorsa
  - 2000 – Candidatura alla miglior attrice non protagonista in una mini-serie o film per la televisione per David Copperfield
  - 2003 – Miglior attrice protagonista in una mini-serie o film per la televisione per La mia casa in Umbria
  - 2010 – Candidatura alla miglior attrice protagonista in una mini-serie o film per la televisione per Capturing Mary
  - 2011 – Miglior attrice non protagonista in una mini-serie o film per la televisione per Downton Abbey
  - 2012 – Miglior attrice non protagonista in una serie drammatica per Downton Abbey
  - 2013 – Candidatura alla migliore attrice non protagonista in una serie drammatica per Downton Abbey
  - 2014 – Candidatura alla migliore attrice non protagonista in una serie drammatica per Downton Abbey
  - 2016 – Migliore attrice non protagonista in una serie drammatica per Downton Abbey

- Saturn Award
  - 1981 – Candidatura alla miglior attrice non protagonista per Scontro di titani
  - 2001 – Candidatura alla miglior attrice non protagonista per Harry Potter e la pietra filosofale

- Screen Actors Guild Award
  - 2002 – Miglior cast cinematografico per Gosford Park
  - 2012 – Candidatura alla migliore attrice in una miniserie o film per la televisione per Downton Abbey
  - 2013 – Candidatura alla migliore attrice in una serie drammatica per Downton Abbey
  - 2013 – Miglior cast in una serie drammatica per Downton Abbey
  - 2013 – Candidatura alla migliore attrice non protagonista cinematografica per Marigold Hotel
  - 2013 – Candidatura al miglior cast cinematografico per Marigold Hotel
  - 2014 – Migliore attrice in una serie drammatica per Downton Abbey
  - 2014 – Candidatura al miglior cast in una serie drammatica per Downton Abbey
  - 2015 – Candidatura alla migliore attrice in una serie drammatica per Downton Abbey
  - 2015 – Miglior cast in una serie drammatica per Downton Abbey
  - 2016 – Candidatura alla migliore attrice in una serie drammatica per Downton Abbey
  - 2016 – Miglior cast in una serie drammatica per Downton Abbey
  - 2017 – Candidatura al miglior cast in una serie drammatica per Downton Abbey

- Tony Award
  - 1976 – Candidatura alla miglior attrice protagonista in un'opera teatrale per Vite in privato
  - 1980 – Candidatura alla miglior attrice protagonista in un'opera teatrale per Night and Day
  - 1990 – Miglior attrice protagonista in un'opera teatrale per Lettice and Lovage

## Doppiatrici italiane
Nelle versioni in italiano delle opere in cui ha recitato, Maggie Smith è stata doppiata da:
- Paola Mannoni in Pranzo reale, Il giardino segreto, Harry Potter e la pietra filosofale, Harry Potter e la camera dei segreti, Harry Potter e il prigioniero di Azkaban, Harry Potter e il calice di fuoco, Harry Potter e l'Ordine della Fenice, Harry Potter e il principe mezzosangue, Downton Abbey (serie televisiva), Harry Potter e i Doni della Morte - Parte 2, Downton Abbey (film), Downton Abbey II - Una nuova era
- Marzia Ubaldi in Il club delle prime mogli, Gosford Park, I sublimi segreti delle Ya-Ya sisters, Quartet (film 2012), My Old Lady, The Lady in the Van, Un tè con le regine - Quattro attrici si raccontano
- Maria Pia Di Meo in Scontro di titani, Delitto sotto il sole, Hook - Capitan Uncino, La famiglia omicidi, The Miracle Club
- Gabriella Genta in Otello, Sister Act - Una svitata in abito da suora, Riccardo III
- Alina Moradei in Profumo di mare, Washington Square - L'ereditiera, Tata Matilda e il grande botto
- Sonia Scotti in Un tè con Mussolini, Last September, La mia casa in Umbria
- Flaminia Jandolo in Frenesia del piacere, Assassinio sul Nilo
- Claudia Giannotti in Camera con vista, Ladies in Lavender
- Micaela Giustiniani in International Hotel
- Fiorella Betti in Masquerade
- Anna Miserocchi in La strana voglia di Jean
- Isa Bellini in In viaggio con la zia
- Valeria Valeri in Invito a cena con delitto
- Ada Maria Serra Zanetti in California Suite
- Silvia Monelli in Quartet (film 1981)
- Eva Ricca in Il missionario
- Paola Piccinato in La segreta passione di Judith Hearne
- Solvejg D'Assunta in Sister Act 2 - Più svitata che mai
- Angiolina Quinterno in Amori e ripicche
- Rita Savagnone in Becoming Jane - Il ritratto di una donna contro
- Daniela Debolini in Il segreto di Green Knowe
- Aurora Cancian in Marigold Hotel
- Ludovica Modugno in Ritorno al Marigold Hotel
- Angiola Baggi in Un bambino chiamato Natale

Da doppiatrice è sostituita da:
- Lorenza Biella in Gnomeo e Giulietta, Sherlock Gnomes